# Pilotrichella teres
Pilotrichella teres là một loài Rêu trong họ Meteoriaceae. Loài này được (Mitt.) Besch. mô tả khoa học đầu tiên năm 1872.